# Modo de proteção take-grant
O modelo de proteção take-grant (em português: levar-conceder) é um modelo formal utilizado no campo da Segurança de computadores para estabelecer ou refutar a segurança de um sistema de computador que segue regras específicas. O modelo mostra que, para sistemas específicos, a questão da segurança é decidível em tempo linear, o que em geral é indecidível.
O modelo representa um sistema como grafo direcionado, onde os vértices podem ser tanto sujeitos s (ou conjunto de entidades como usuários, processos, sistemas) como objetos o (ou conjunto de objetos, a saber: arquivos, segmentos de memória, etc). As arestas entre eles são rotuladas, onde o rótulo indica os direitos r que a fonte da aresta tem sobre o destino. Dois direitos ocorrem em cada instância do modelo: levar e conceder (em inglês: take and grant), onde:
- t[levar] - o direito de tomar "os direitos de acesso";
- g[conceder] - o direito de dar "direitos de acesso".

Eles desempenham um papel especial no gráfico, reescrevendo regras que descrevem mudanças admissíveis do gráfico.
Há um total de quatro das tais regras:
- Regra take t[levar] — o direito de tomar "os direitos de acesso"  — permite que um sujeito tome os direitos de outro objeto (adiciona uma aresta orininada no sujeito)
- Regra conceder g[conceder] — o direito de dar "direitos de acesso" — permite que um sujeito conceda seus próprios direitos a outro objeto (adiciona uma aresta que terminam no sujeito)
- Regra criar — permite que um sujeito crie novos objetos (adiciona um vértice e uma aresta do sujeito para o novo vértice)
- Regra remover — permite que um sujeito remova direitos que tem sobre outro objeto (remove uma aresta originada no sujeito)

Pré-condições para take(o,p,r):
- Sujeito s tem o direito Take para o.
- Objeto o tem o direito r sobre p.

Pré-condições para a grant(o,p,r):
- Sujeito s tem o direito Grant para o.
- s tem o direito r sobre p.

O estado do sistema é descrito por seu grafo e usando-se as regras do modelo de proteção take-grant, pode-se afirmar em que estado um sistema pode mudar, no que diz respeito à distribuição de direitos. Portanto, é possível demonstrar se os direitos podem vazar no que diz respeito a um modelo de segurança fornecido.